# ميخائيل فلانغن
ميخائيل فلانغن (15 مارس 1842 - 14 يناير 1890) (بالإنجليزية: Michael Flanagan)‏ هو لاعب كريكت بريطاني.

## وصلات خارجية
- ميخائيل فلانغن على موقع إي آس بي آن كريك إنفو (الإنجليزية)